# Barrebos
Barrebos is een landgoed van 15 hectare nabij Hulshorst in de gemeente Nunspeet. Op het landgoed is op 16 september 1924 een huttenkolonie gesticht door Theo Holdert, die daarbij geïnspireerd was door de huttenkolonie Walden van Frederik van Eeden. Holdert was - voordat hij de Barrebos stichtte - secretaris van Van Eeden.
De minimalistische hutten van het Barrebos werden uiterst sober opgericht volgens socialistische idealen. Een van de huizen op het landgoed is ontworpen door de architect Frits Eschauzier. De huttenkolonie werd opgericht ver buiten de stedelijke omgeving en bood regelmatig onderdak aan bekende Nederlanders zoals de wiskundige Bertus Brouwer en de dichter Herman Gorter. Door de componist Hans Dillo werd er een muziekstuk voor althobo geschreven. Het landgoed is nog altijd in bezit van familie van Theo Holdert, en er recreëren nog steeds mensen in de oorspronkelijke hutten, met als doel deze en volgende generaties te laten inspireren door de natuur.